# HS효성
HS효성(HS Hyosung)은 대한민국의 지주회사이다. 본사는 서울특별시 마포구 마포대로 119(공덕동)에 위치해 있다. 자회사를 통해 타이어 보강재, 차량용 Air Bag, 인테리어, AI Solution, 그룹 및 베트남 물류 사업을 영위한다.

## 역사
2024년 인적분할을 통해 기존 지주사인 ㈜효성과 신설 지주사 HS효성 2개 지주사 체제로 재편된다. ㈜효성이 섬유와 중공업 부문을, HS효성은 첨단소재 부문을 각각 맡는다.

## 같이 보기
- 효성그룹

## 참고 문헌
1. ↑  윤준식, 효성, 오늘부터 ㈜효성-HS효성 2개 지주사로 분리, 국민일보, 2024-07-01